# معركة الرأس الطيب (468)
معركة الرأس الطيب كانت بعثة عسكرية مشتركة بين الإمبراطورية الرومانية الشرقية والإمبراطورية الغربية بقيادة باسيليسكيوس ضد عاصمة الوندال قرطاج في عام 468. كان غزو المملكة الوندالية واحدًا من أكبر العمليات البرمائية في العصور القديمة، حيث بلغ عدد السفن 1,113 سفينة و حوالي 110 ألف فرد.